# A 2011-es Tour de France szakaszai (12–21.)

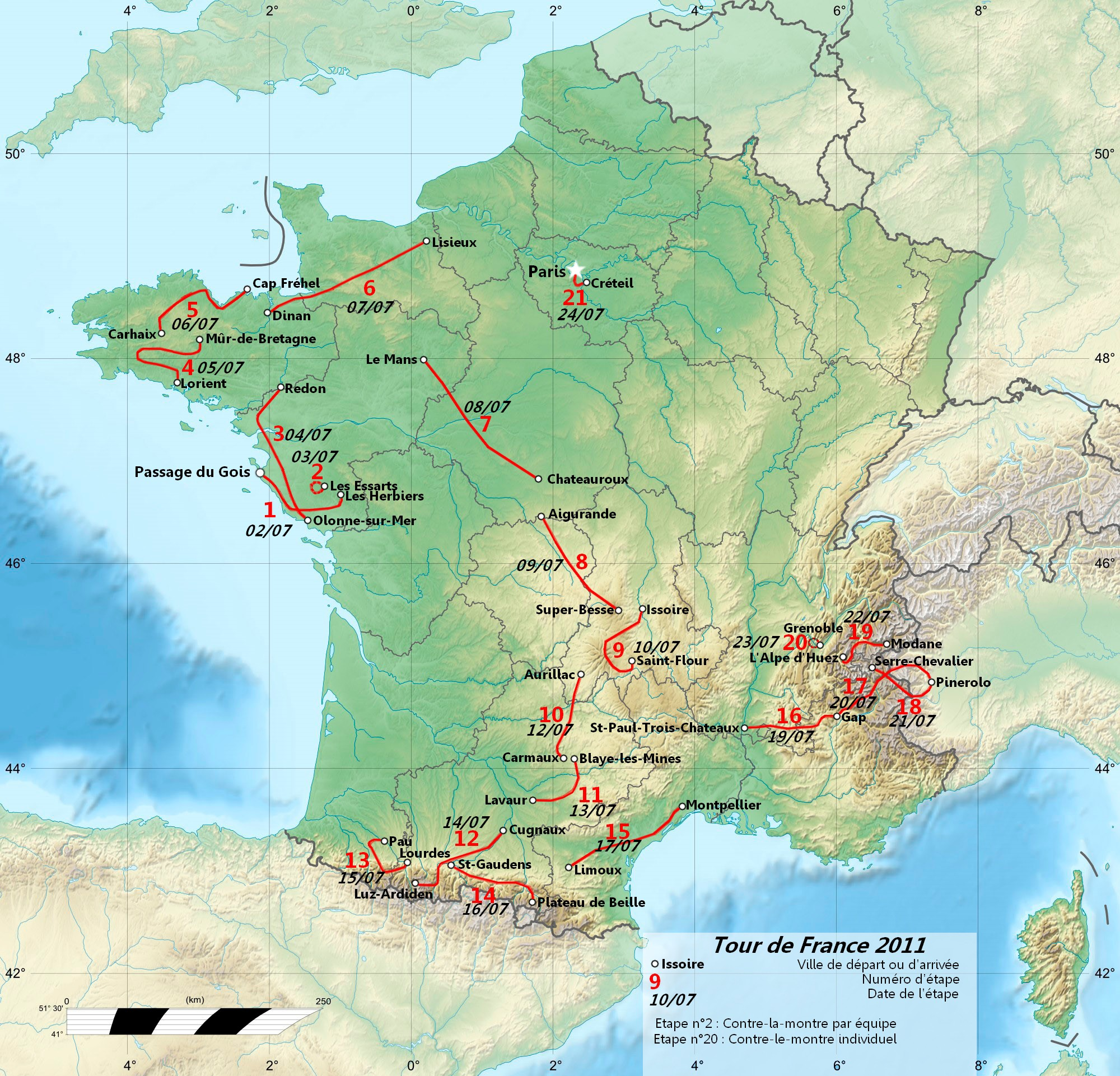
A 2011-es Tour de France útvonala

Ez a szócikk a 2011-es Tour de France eredményeit mutatja be a 12.-től az utolsó, 21. szakaszig. A korábbi szakaszok eredményei itt találhatóak: A 2011-es Tour de France szakaszai (1–11.).
A kerékpárosok a Tour második felében a Pireneusok után Franciaország déli részén áthaladva az Alpokba mennek, majd a háromhetes versenyt hagyományosan Párizsban fejezik be.

## 12. szakasz
2011. július 14. —  Cugnaux >  Luz-Ardiden — 211 km, hegyi szakasz 
| #   | Versenyző        | Csapat | Idő        |
| --- | ---------------- | ------ | ---------- |
| 1.  | Samuel Sánchez   | EUS    | 6h 01' 15" |
| 2.  | Jelle Vanendert  | OLO    | + 7"       |
| 3.  | Fränk Schleck    | LEO    | + 10"      |
| 4.  | Ivan Basso       | LIQ    | + 30"      |
| 5.  | Cadel Evans      | BMC    | + 30"      |
| 6.  | Andy Schleck     | LEO    | + 30"      |
| 7.  | Damiano Cunego   | LAM    | + 35"      |
| 8.  | Alberto Contador | SBS    | + 43"      |
| 9.  | Thomas Voeckler  | EUC    | + 50"      |
| 10. | Pierre Rolland   | EUC    | + 50"      |

| #   | Versenyző        | Csapat | Idő         |
| --- | ---------------- | ------ | ----------- |
| 1.  | Thomas Voeckler  | EUC    | 51h 54' 44" |
| 2.  | Fränk Schleck    | LEO    | + 1' 49"    |
| 3.  | Cadel Evans      | BMC    | + 2' 06"    |
| 4.  | Andy Schleck     | LEO    | + 2' 17"    |
| 5.  | Ivan Basso       | LIQ    | + 3' 16"    |
| 6.  | Damiano Cunego   | LAM    | + 3' 22"    |
| 7.  | Alberto Contador | SBS    | + 4' 00"    |
| 8.  | Samuel Sánchez   | EUS    | + 4' 11"    |
| 9.  | Tom Danielson    | GRM    | + 4' 35"    |
| 10. | Nicolas Roche    | ALM    | + 4' 57"    |

## 13. szakasz
2011. július 15. —  Pau >  Lourdes — 152,5 km, hegyi szakasz 
| #   | Versenyző            | Csapat | Idő        |
| --- | -------------------- | ------ | ---------- |
| 1.  | Thor Hushovd         | GRM    | 3h 47' 36" |
| 2.  | David Moncoutie      | COF    | + 10"      |
| 3.  | Jérémy Roy           | FDJ    | + 26"      |
| 4.  | Lars Bak             | THR    | + 5' 00"   |
| 5.  | Jérôme Pineau        | QST    | + 5' 02"   |
| 6.  | Edvald Boasson Hagen | SKY    | + 5' 03"   |
| 7.  | Vlagyimir Guszev     | KAT    | + 5' 08"   |
| 8.  | Alessandro Petacchi  | LAM    | + 5' 16"   |
| 9.  | Maarten Tjallingii   | RAB    | + 5' 16"   |
| 10. | Philippe Gilbert     | OLO    | + 6' 48"   |

| #   | Versenyző        | Csapat | Idő         |
| --- | ---------------- | ------ | ----------- |
| 1.  | Thomas Voeckler  | EUC    | 55h 49' 57" |
| 2.  | Fränk Schleck    | LEO    | + 1' 49"    |
| 3.  | Cadel Evans      | BMC    | + 2' 06"    |
| 4.  | Andy Schleck     | LEO    | + 2' 17"    |
| 5.  | Ivan Basso       | LIQ    | + 3' 16"    |
| 6.  | Damiano Cunego   | LAM    | + 3' 22"    |
| 7.  | Alberto Contador | SBS    | + 4' 00"    |
| 8.  | Samuel Sánchez   | EUS    | + 4' 11"    |
| 9.  | Philippe Gilbert | OLO    | + 4' 35"    |
| 10. | Tom Danielson    | GRM    | + 4' 35"    |

## 14. szakasz
2011. július 16. —   Saint-Gaudens >  Plateau de Beille — 168,5 km, hegyi szakasz 
| #   | Versenyző             | Csapat | Idő        |
| --- | --------------------- | ------ | ---------- |
| 1.  | Jelle Vanendert       | OLO    | 5h 13' 25" |
| 2.  | Samuel Sánchez        | EUS    | + 21"      |
| 3.  | Andy Schleck          | LEO    | + 46"      |
| 4.  | Cadel Evans           | BMC    | + 48"      |
| 5.  | Rigoberto Urán        | SKY    | + 48"      |
| 6.  | Alberto Contador      | SBS    | + 48"      |
| 7.  | Thomas Voeckler       | EUC    | + 48"      |
| 8.  | Fränk Schleck         | LEO    | + 48"      |
| 9.  | Jean-Cristophe Peraud | ALM    | + 48"      |
| 10. | Pierre Rolland        | EUC    | + 48"      |

| #   | Versenyző        | Csapat | Idő         |
| --- | ---------------- | ------ | ----------- |
| 1.  | Thomas Voeckler  | EUC    | 61h 04' 10" |
| 2.  | Fränk Schleck    | LEO    | + 1' 49"    |
| 3.  | Cadel Evans      | BMC    | + 2' 06"    |
| 4.  | Andy Schleck     | LEO    | + 2' 15"    |
| 5.  | Ivan Basso       | LIQ    | + 3' 16"    |
| 6.  | Samuel Sánchez   | EUS    | + 3' 44"    |
| 7.  | Alberto Contador | SBS    | + 4' 00"    |
| 8.  | Damiano Cunego   | LAM    | + 4' 01"    |
| 9.  | Tom Danielson    | GRM    | + 5' 46"    |
| 10. | Kevin De Weert   | QST    | + 6' 18"    |

## 15. szakasz
2010. július 17. —  Limoux >  Montpellier — 192,5 km, sík szakasz 
| #   | Versenyző           | Csapat | Idő        |
| --- | ------------------- | ------ | ---------- |
| 1.  | Mark Cavendish      | THR    | 4h 20' 24" |
| 2.  | Tyler Farrar        | GRM    | + 0"       |
| 3.  | Alessandro Petacchi | LAM    | + 0"       |
| 4.  | Daniel Oss          | LIQ    | + 0"       |
| 5.  | José Joaquín Rojas  | MOV    | + 0"       |
| 6.  | Ben Swift           | SKY    | + 0"       |
| 7.  | Gerald Ciolek       | QST    | + 0"       |
| 8.  | Tony Gallopin       | COF    | + 0"       |
| 9.  | Francisco Ventoso   | MOV    | + 0"       |
| 10. | Sébastien Hinault   | ALM    | + 0"       |

| #   | Versenyző        | Csapat | Idő         |
| --- | ---------------- | ------ | ----------- |
| 1.  | Thomas Voeckler  | EUC    | 65h 24' 34" |
| 2.  | Fränk Schleck    | LEO    | + 1' 49"    |
| 3.  | Cadel Evans      | BMC    | + 2' 06"    |
| 4.  | Andy Schleck     | LEO    | + 2' 15"    |
| 5.  | Ivan Basso       | LIQ    | + 3' 16"    |
| 6.  | Samuel Sánchez   | EUS    | + 3' 44"    |
| 7.  | Alberto Contador | SBS    | + 4' 00"    |
| 8.  | Damiano Cunego   | LAM    | + 4' 01"    |
| 9.  | Tom Danielson    | GRM    | + 5' 46"    |
| 10. | Kevin De Weert   | QST    | + 6' 18"    |

## Pihenőnap
2011. július 18. —   Département de la Drôme

## 16. szakasz
2011. július 19. —  Saint-Paul-Trois-Châteaux >  Gap — 162,5 km, dombos szakasz 
| #   | Versenyző            | Csapat | Idő        |
| --- | -------------------- | ------ | ---------- |
| 1.  | Thor Hushovd         | GRM    | 3h 31' 38" |
| 2.  | Edvald Boasson Hagen | SKY    | + 0"       |
| 3.  | Ryder Hesjedal       | GRM    | + 2"       |
| 4.  | Tony Martin          | THR    | + 38"      |
| 5.  | Mihail Ignatyev      | KAT    | + 52"      |
| 6.  | Alan Pérez           | EUS    | + 1' 25"   |
| 7.  | Jérémy Roy           | FDJ    | + 1' 25"   |
| 8.  | Marco Marcato        | VCD    | + 1' 55"   |
| 9.  | Dries Devenys        | QST    | + 1' 55"   |
| 10. | Andrij Hrivko        | AST    | + 1' 58"   |

| #   | Versenyző        | Csapat | Idő         |
| --- | ---------------- | ------ | ----------- |
| 1.  | Thomas Voeckler  | EUC    | 69h 00' 56" |
| 2.  | Cadel Evans      | BMC    | + 1' 45"    |
| 3.  | Fränk Schleck    | LEO    | + 2' 06"    |
| 4.  | Andy Schleck     | LEO    | + 3' 03"    |
| 5.  | Samuel Sánchez   | EUS    | + 3' 26"    |
| 6.  | Alberto Contador | SBS    | + 3' 42"    |
| 7.  | Ivan Basso       | LIQ    | + 3' 49"    |
| 8.  | Damiano Cunego   | LAM    | + 4' 01"    |
| 9.  | Tom Danielson    | GRM    | + 6' 04"    |
| 10. | Rigoberto Urán   | SKY    | + 7' 55"    |

## 17. szakasz
2011. július 20. —  Gap >  Pinerolo — 179 km, hegyi szakasz 
| #   | Versenyző            | Csapat | Idő        |
| --- | -------------------- | ------ | ---------- |
| 1.  | Edvald Boasson Hagen | SKY    | 4h 18' 00" |
| 2.  | Bauke Mollema        | RAB    | + 40"      |
| 3.  | Sandy Casar          | FDJ    | + 50"      |
| 4.  | Julien El Fares      | COF    | + 50"      |
| 5.  | Sylvain Chavanel     | QST    | + 50"      |
| 6.  | Dmitrij Fofonov      | AST    | + 1' 10"   |
| 7.  | Maciej Paterski      | LIQ    | + 1' 10"   |
| 8.  | Dmitrij Muravjov     | RSH    | + 1' 10"   |
| 9.  | Jonathan Hivert      | SAU    | + 1' 15"   |
| 10. | Borut Božič          | VCD    | + 2' 20"   |

| #   | Versenyző        | Csapat | Idő         |
| --- | ---------------- | ------ | ----------- |
| 1.  | Thomas Voeckler  | EUC    | 73h 23' 49" |
| 2.  | Cadel Evans      | BMC    | + 1' 18"    |
| 3.  | Fränk Schleck    | LEO    | + 1' 22"    |
| 4.  | Andy Schleck     | LEO    | + 2' 36"    |
| 5.  | Samuel Sánchez   | EUS    | + 2' 59"    |
| 6.  | Alberto Contador | SBS    | + 3' 15"    |
| 7.  | Damiano Cunego   | LAM    | + 3' 34"    |
| 8.  | Ivan Basso       | LIQ    | + 3' 49"    |
| 9.  | Tom Danielson    | GRM    | + 6' 04"    |
| 10. | Rigoberto Urán   | SKY    | + 7' 36"    |

## 18. szakasz
2011. július 21. —   Pinerolo >  Galibier, Serre Chevalier — 200,5 km, hegyi szakasz 
| #   | Versenyző       | Csapat | Idő        |
| --- | --------------- | ------ | ---------- |
| 1.  | Andy Schleck    | LEO    | 6h 07' 56" |
| 2.  | Fränk Schleck   | LEO    | + 2' 07"   |
| 3.  | Cadel Evans     | BMC    | + 2' 15"   |
| 4.  | Ivan Basso      | LIQ    | + 2' 18"   |
| 5.  | Thomas Voeckler | EUC    | + 2' 21"   |
| 6.  | Pierre Rolland  | EUC    | + 2' 27"   |
| 7.  | Damiano Cunego  | LAM    | + 2' 33"   |
| 8.  | Rein Taaramäe   | COF    | + 3' 22"   |
| 9.  | Tom Danielson   | GRM    | + 3' 25"   |
| 10. | Ryder Hesjedal  | GRM    | + 3' 31"   |

| #   | Versenyző              | Csapat | Idő         |
| --- | ---------------------- | ------ | ----------- |
| 1.  | Thomas Voeckler        | EUC    | 79h 34' 06" |
| 2.  | Andy Schleck           | LEO    | + 15"       |
| 3.  | Fränk Schleck          | LEO    | + 1' 08"    |
| 4.  | Cadel Evans            | BMC    | + 1' 12"    |
| 5.  | Damiano Cunego         | LAM    | + 3' 46"    |
| 6.  | Ivan Basso             | LIQ    | + 3' 46"    |
| 7.  | Alberto Contador       | SBS    | + 4' 44"    |
| 8.  | Samuel Sánchez         | EUS    | + 5' 20"    |
| 9.  | Tom Danielson          | GRM    | + 7' 08"    |
| 10. | Jean-Christophe Peraud | ALM    | + 9' 27"    |

## 19. szakasz
2011. július 22. —  Modane, Valfréjus >  Alpe d'Huez — 109,5 km, hegyi szakasz 
| #   | Versenyző        | Csapat | Idő        |
| --- | ---------------- | ------ | ---------- |
| 1.  | Pierre Rolland   | EUC    | 3h 13' 25" |
| 2.  | Samuel Sánchez   | EUS    | + 14"      |
| 3.  | Alberto Contador | SBS    | + 23"      |
| 4.  | Peter Velits     | THR    | + 57"      |
| 5.  | Cadel Evans      | BMC    | + 57"      |
| 6.  | Thomas De Gendt  | VCD    | + 57"      |
| 7.  | Damiano Cunego   | LAM    | + 57"      |
| 8.  | Fränk Schleck    | LEO    | + 57"      |
| 9.  | Andy Schleck     | LEO    | + 57"      |
| 10. | Ryder Hesjedal   | GRM    | + 1' 15"   |

| #   | Versenyző        | Csapat | Idő         |
| --- | ---------------- | ------ | ----------- |
| 1.  | Andy Schleck     | LEO    | 82h 48' 43" |
| 2.  | Fränk Schleck    | LEO    | + 53"       |
| 3.  | Cadel Evans      | BMC    | + 57"       |
| 4.  | Thomas Voeckler  | EUC    | + 2' 10"    |
| 5.  | Damiano Cunego   | LAM    | + 3' 31"    |
| 6.  | Alberto Contador | SBS    | + 3' 55"    |
| 7.  | Samuel Sánchez   | EUS    | + 4' 22"    |
| 8.  | Ivan Basso       | LIQ    | + 4' 40"    |
| 9.  | Tom Danielson    | GRM    | + 7' 11"    |
| 10. | Pierre Rolland   | EUC    | + 8' 57"    |

## 20. szakasz
2011. július 23. —  Grenoble >  Grenoble — 42,5 km, egyéni időfutam 
| #   | Versenyző              | Csapat | Idő      |
| --- | ---------------------- | ------ | -------- |
| 1.  | Tony Martin            | THR    | 55' 33"  |
| 2.  | Cadel Evans            | BMC    | + 7"     |
| 3.  | Alberto Contador       | SBS    | + 1' 06" |
| 4.  | Thomas De Gendt        | VCD    | + 1' 29" |
| 5.  | Richie Porte           | SBS    | + 1' 30" |
| 6.  | Jean-Christophe Peraud | ALM    | + 1' 33" |
| 7.  | Samuel Sánchez         | EUS    | + 1' 37" |
| 8.  | Fabian Cancellara      | LEO    | + 1' 42" |
| 9.  | Peter Velits           | THR    | + 2' 03" |
| 10. | Rein Taaramäe          | COF    | + 2' 03" |

| #   | Versenyző              | Csapat | Idő         |
| --- | ---------------------- | ------ | ----------- |
| 1.  | Cadel Evans            | BMC    | 83h 45' 20" |
| 2.  | Andy Schleck           | LEO    | + 1' 34"    |
| 3.  | Fränk Schleck          | LEO    | + 2' 30"    |
| 4.  | Thomas Voeckler        | EUC    | + 3' 20"    |
| 5.  | Alberto Contador       | SBS    | + 3' 57"    |
| 6.  | Samuel Sánchez         | EUS    | + 4' 55"    |
| 7.  | Damiano Cunego         | LAM    | + 6' 05"    |
| 8.  | Ivan Basso             | LIQ    | + 7' 23"    |
| 9.  | Tom Danielson          | GRM    | + 8' 15"    |
| 10. | Jean-Christophe Peraud | ALM    | + 10' 11"   |

## 21. szakasz
2011. július 24. —  Créteil >  Párizs, Champs-Élysées — 95 km, sík szakasz 
| #   | Versenyző            | Csapat | Idő        |
| --- | -------------------- | ------ | ---------- |
| 1.  | Mark Cavendish       | THR    | 2h 27' 02" |
| 2.  | Edvald Boasson Hagen | SKY    | + 0"       |
| 3.  | André Greipel        | OLO    | + 0"       |
| 4.  | Tyler Farrar         | GRM    | + 0"       |
| 5.  | Fabian Cancellara    | LEO    | + 0"       |
| 6.  | Daniel Oss           | LIQ    | + 0"       |
| 7.  | Borut Božič          | VCD    | + 0"       |
| 8.  | Tomas Vaitkus        | AST    | + 0"       |
| 9.  | Gerald Ciolek        | QST    | + 0"       |
| 10. | Jimmy Engoulvent     | SAU    | + 0"       |

| #   | Versenyző              | Csapat | Idő         |
| --- | ---------------------- | ------ | ----------- |
| 1.  | Cadel Evans            | BMC    | 83h 45' 20" |
| 2.  | Andy Schleck           | LEO    | + 1' 34"    |
| 3.  | Fränk Schleck          | LEO    | + 2' 30"    |
| 4.  | Thomas Voeckler        | EUC    | + 3' 20"    |
| 5.  | Alberto Contador       | SBS    | + 3' 57"    |
| 6.  | Samuel Sánchez         | EUS    | + 4' 55"    |
| 7.  | Damiano Cunego         | LAM    | + 6' 05"    |
| 8.  | Ivan Basso             | LIQ    | + 7' 23"    |
| 9.  | Tom Danielson          | GRM    | + 8' 15"    |
| 10. | Jean-Christophe Peraud | ALM    | + 10' 11"   |

## Lásd még
- A 2011-es Tour de France szakaszai (1–11.)
- 2011-es Tour de France